# Asthenodipsas lasgalenensis
Espèce
Asthenodipsas lasgalenensis est une espèce de serpents de la famille des Pareatidae. 

## Répartition
Cette espèce est endémique du Perak en Malaisie.

## Description
Ce serpent atteint au maximum 77 cm. Il est brun sombre uni sur le dos, avec le ventre blanc et de petits points sombres sur les côtés. La tête est plus sombre, avec des yeux de rouge sombre à rouge-orangé. Le dos des juvéniles présente une couleur orangée à grise.

## Étymologie
Le nom de cette espèce, lasgalenensis, dérive de Eryn Lasgalen qui est le nom elfique de la Forêt Noire dans l'univers de la Terre du Milieu (de l'écrivain J. R. R. Tolkien) car le lieu où a été découverte cette espèce ressemble beaucoup à la description de la Forêt Noire faite par Tolkien.

## Publication originale
- Loredo, Wood, Quah, Anuar, Greer, Ahmad & Grismer, 2013 : Cryptic speciation within Asthenodipsas vertebralis (Boulenger, 1900) (Squamata: Pareatidae), the description of a new species from Peninsular Malaysia, and the resurrection of A. tropidonotus (Lidth de Jude, 1923) from Sumatra: an integrative taxonomic analysis. Zootaxa, no 3664 (4), p. 505–524.